# Catecol O-metiltransferasa

Degradación de la norepinefrina (noradrenalina). La acción de la catecol-O-metiltransferasa se muestra en las casillas verdes.

La catecol O-metiltransferasa (COMT; número EC 2.1.1.6) es una de las varias enzimas que degradan las catecolaminas (tales como la dopamina, adrenalina y noradrenalina) en los seres humanos.
En humanos, la catecol O-metiltransferasa se encuentra codificada por el gen COMT. Debido a que la regulación de las catecolaminas se encuentra alterada en varias condiciones médicas, se han desarrollado varias drogas terapéuticas que hacen diana sobra la COMT con el objetivo de alterar su actividad y por lo tanto modificar la biodisponibilidad de las catecolaminas. La COMT fue descubierta por el bioquímico Julius Axelrod en 1957.

## Función
La catecol O-metiltransferase se encuentra involucrada en la inactivación de los neurotransmisores de tipo catecolamina (dopamina, adrenalina y noradrenalina). La enzima transfiere un grupo metilo desde la S-adenosil metionina (SAM) hacia la catecolamina. Cualquier compuesto que posea una estructura catecol, por ejemplo los catecolestrógenos y flavonoides poseedores de catecol, es un posible sustrato para la COMT. 
La levodopa, un precursor de las catecolaminas, es un importante sustrato de la COMT. Los inhibidores de la COMT, tales como la entacapona, son capaces de salvar a la levodopa de la acción de la COMT prolongando su acción. La entacapona es una droga ampliamente utilizada en conjunción con la levodopa en los tratamientos que la incluyen. Al ser administrada con un inhibidor de la DOPA descarboxilasa (carbidopa o benserazida) se protege ópitimamente a la levodopa. Esta "terapia triple" se está convirtiendo en el estándar en el tratamiento del mal de Parkinson.
Entre las reacciones específicas catalizadas por la COMT se encuentran:
- Dopamina → 3-Metoxitiramina
- DOPAC → HVA (ácido homovanílico)
- Noradrenalina → Normetadrenalina
- Adrenalina → Metadrenalina
- Dihidroxifeniletilen glicol (DOPEG) → Metoxihidroxifenilglicol (MOPEG)
- Ácido 3,4-dihidroximandélico (DOMA) → Ácido vanillimandélico (VMA)

En el cerebro, la degradación de la dopamina dependiente de la COMT es de particular importancia en aquellas regiones que tienen una baja expresión del transportador de dopamina presináptico (DAT), tales como la corteza prefrontal. Se supone que este proceso tenga lugar en las neuronas postsinápticas, ya que en general, la COMT se encuentra localizada intracelularmente en el sistema nervioso central.
La COMT también puede ser encontrada extracelularmente, aunque la COMT extracelular desempeña un rol mucho menos significativo en el SNC que en la periferia. A pesar de su importancia en las neuronas, la COMT de hecho se expresa principalmente en el hígado.

## Genética humana
La proteína COMT se encuentra codificada por el gen COMT.
Este gen se encuentra asociado con varias variantes alélicas. La mejor estudiada es la conocida como Val158Met. Otras, más inusuales, son la rs737865 y rs165599, que han sido estudiadas por su asociación con diferentes rasgos de personalidad.

### El polimorfismoVal158Met
Una variante común y funcional del gen que codifica para la catecol O-metiltransferasa, es la Val158Met; producto de un polimorfismo de nucleótido único que causa el cambio de una valina por una metionina en la posición 158 de la enzima (Val158Met) rs4680. La variante Val cataboliza la dopamina a una tasa que es cuatro veces superior a la de su contraparte Met, sin embargo, la variante Met se sobreexpresa en el cerebro, lo que causa una disminución del 40% en la actividad enzimática funcional en ese órgano.
Las tasas de catabolismo más bajas debidas al exceso del alelo Met provoca un aumento en los niveles sinápticos de dopamina consecuentes a la liberación del neurotransmisor, llevando al final a un aumento en la estimulación de la neurona postsináptica. Dado el rol preferencial de la COMT en la degradación prefrontal de dopamina, se cree que el polimorfismo Val158Met ejerce sus efectos cognitivos modulando la señalización dopaminérgica en los lóbulos frontales.
La variante génica ha demostrado afectar las tareas cognitivas ampliamente relacionadas con la función ejecutiva, tales como la flexibilidad cognitiva, inhibición de respuesta, pensamiento abstracto, y la adquisición de reglas o una estructura de tareas.
Se han vinculado efectos similares en las tareas cognitivas, en los lóbulos prefrontales y en el neurotransmisor dopamina con la esquizofrenia. Se ha propuesto que una variante heredada de la COMT es uno de los factores genéticos que pueden predisponer al desarrollo de esquizofrenia en etapas tardías de la vida, ya sea naturalmente o debido a un comienzo en la adolescencia en el uso de cannabis. Sin embargo, un estudio más reciente siembra algunas dudas en cuanto a la conexión propuesta entre este gen y los efectos de la cannabis en el desarrollo de la esquizofrenia.
Cada vez resulta más reconocido que la variación alélica del gen COMT es relevante para el procesamiento emocional, ya que parece influenciar las interacciones entre las regiones prefrontales y límbicas. Diferentes investigaciones llevadas a cabo en la Sección de Neurobiología de la Psicosis, del Instituto de Psiquiatría del King's College de Londres han demostrado el efecto de la COMT tanto en pacientes con trastorno bipolar, como en sus parientes, pero, hasta el momento; estos resultados no han sido replicados.
El polimorfismo Val158Met de la COMT tiene además un efecto pleiotrópico en el procesamiento emocional. Es más, este polimorfismo ha mostrado ser capaz de afectar las puntuaciones de bienestar subjetivo. Cuando 621 mujeres fueron medidas por medio de un test de monitoreo muestral de experiencias, el cual es similar a una evaluación del estado de ánimo mientras suena un reloj, la forma met/met confiere el doble de sensación subjetiva mental de bienestar ante una amplia variedad de eventos diarios. También aumenta la habilidad para experimentar recompensa con el número de alelos Met. Además, el efecto de diferentes genotipos fue mayor para eventos que fueron percibidos como más placenteros. El tamaño del efecto de moderación genotípica fue muy grande: los sujetos con el genotipo val/val generaron aproximadamente las mismas cantidades de bienestar a partir de un 'evento muy placentero' que los sujetos met/met fueron capaces de generar a partir de un 'evento ligeramente placentero'. La variación genética con impacto funcional en los niveles tónicos de dopamina tiene una poderosa influencia en la experiencia de recompensa en el flujo de la vida diaria. En un estudio los participantes con el fenotipo met/met describieron un aumento en el afecto positivo con una amplitud igual al doble que describieron los participantes con el fenotipo val/val, luego de un evento o eventos muy placenteros.

### Disfunción de la articulación temporomandibular
La disfunción de la articulación temporomandibular (TMD) no parece ser un desorden genético clásico, sin embargo se ha sugerido que algunas variaciones en el gen que codifica a la COMT pueden ser las responsables del patrón de herencia observado en la predisposición a desarrollar TMD durante la vida.

## Nomenclatura
COMT es el nombre propio del gen que codifica para esta enzima. La O en el nombre representa a un oxígeno, y no a un sustituyente en posición orto'.

## Inhibidores de la COMT
Entre los inhibidores de la COMT se incluyen la tolcapona y entacapona, las cuales se utilizan habitualmente en el tratamiento del mal de Parkinson.

## Imágenes adicionales